# بطولة أمم أوروبا 1972
أقيمت بطولة أمم أوروبا 1972 في بلجيكا، وقد كانت ما بين تاريخ 14 يونيو 1972 إلى 18 يونيو 1972.
وقد شاركت في هذه البطولة أربعة منتخبات هي منتخب بلجيكا لكرة القدم ومنتخب ألمانيا الغربية لكرة القدم ومنتخب الاتحاد السوفييتي لكرة القدم ومنتخب هنغاريا لكرة القدم.

## الملاعب
- ملعب بوسيل، أنتويرب، ويتسع ل20,000
- ملعب سكليسن، لييج، ويتسع ل31,000
- ملعب هيسل، بروكسل، ويتسع ل50,000
- ملعب إيميل فيرسي، بروكسل، ويتسع ل28,000

## البطولة
|  | نصف النهائي                          | نصف النهائي                          |   |                               | النهائي                       | النهائي |  |
|  |                                      |                                      |   |                               |                               |         |  |
|  | 14 يونيو – أنتويرب (ملعب بوسيل)      |                                      |   |                               |                               |         |  |
|  | بلجيكا                               | 1                                    |   |                               |                               |         |  |
|  | ألمانيا الغربية                      | 2                                    |   |                               |                               |         |  |
|  |                                      |                                      |   |                               |                               |         |  |
|  |                                      |                                      |   |                               | 18 يونيو – بروكسل (ملعب هيسل) |         |  |
|  |                                      |                                      |   |                               | ألمانيا الغربية               | 3       |  |
|  |                                      | الاتحاد السوفيتي                     | 0 |                               |                               |         |  |
|  |                                      |                                      |   |                               |                               |         |  |
|  |                                      |                                      |   |                               |                               |         |  |
|  |                                      |                                      |   |                               | المركز الثالث                 |         |  |
|  | 14 يونيو - بروكسل (ملعب إيميل فيرسي) | 14 يونيو - بروكسل (ملعب إيميل فيرسي) |   | 17 يونيو - لييج (ملعب سكليسن) | 17 يونيو - لييج (ملعب سكليسن) |         |  |
|  | المجر                                | 0                                    |   | بلجيكا                        | 2                             |         |  |
|  | الاتحاد السوفيتي                     | 1                                    |   |                               | المجر                         | 1       |  |

### الدور نصف النهائي
| ألمانيا الغربية | 1:2 | بلجيكا         |
| --------------- | --- | -------------- |
| جيرد مولر       |     | أوديلون بولينس |

| الإتحاد السوفييتي | 0:1 | هنغاريا |
| ----------------- | --- | ------- |
| أناتولي كونكوف    |     |         |

### تحديد المركزين الثالث والرابع
| هنغاريا  | 2:1 | بلجيكا                     |
| -------- | --- | -------------------------- |
| لايوس كو |     | راوول لامبرت باول فان همست |

### النهائي
| الإتحاد السوفييتي | 3:0 | ألمانيا الغربية                  |
| ----------------- | --- | -------------------------------- |
|                   |     | جيرد مولر هيربيرت ويمر جيرد مولر |

| بطل كأس الأمم الأوروبية لكرة القدم 1972 |
| --------------------------------------- |
| · ألمانيا الغربية · للمرة الأولى        |

## إحصاءات
الهداف
أربعة أهداف
- جيرد مولر

هدف واحد
- هيربيرت ويمر
- أناتولي كونكوف
- راوول لامبرت
- أوديلون بولينس
- باول فان همست
- لايوس كو

أسرع هدف
في الدقيقة 24 : راوول لامبرت (بلجيكا × هنغاريا)، جيرد مولر (ألمانيا الغربية × بلجيكا).
معدل التهديف
2,5 في المباراة الواحدة.